# John Takman

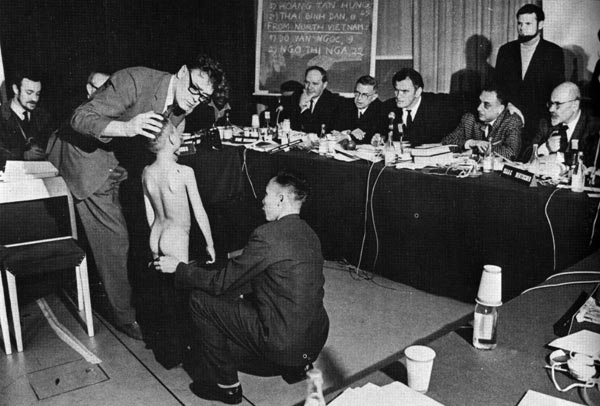
Russelltribunalen med John Takman som står böjd över den nioårige vietnamesiska pojken DoVan Ngoc. Han uppvisar för dem hemska bukskador som orsakats av napalmbomber.

Johan Oliver "John" Takman, född 22 september 1912 i Säffle, död 14 april 1998 i Stockholm, var en svensk socialläkare, debattör och kommunistisk politiker.

## Läkarverksamhet
Takman, som var lantbrukarson, vistades 1929–1931 i USA och avlade 1936 studentexamen i Malmö. Han blev medicine kandidat vid Karolinska institutet i Stockholm 1940 och medicine licentiat där 1945. Han var socialläkare vid Stockholms stads barnavårdsnämnd från 1949, medicinsk konsult vid Stockholms universitets psykotekniska institut från 1951 och lärare i hygien och socialmedicin vid Socialinstitutet i Stockholm från 1960. Han erhöll statligt stipendium för kliniska studier i neurologi och psykiatri i Paris 1946–1947.

## Zigenarundersökningen
Hösten 1962 fick Uppsala universitets socialmedicinska institution i uppdrag av Arbetsmarknadsstyrelsen att undersöka romernas situation i Stockholm. Denna undersökning utvidgades senare till att omfatta alla romer i Sverige och att föreslå åtgärder för att integrera romerna i samhället. Arbetet leddes av professor Ragnar Berfenstam, och Takman ansvarade för fältundersökningarna. Arbetet pågick 1962–1965 och benämndes Zigenarundersökningen. Slutrapporten utkom 1966. Takman drev frågor rörande romernas medborgerliga rättigheter i samarbete med Katarina och Rosa Taikon. 1976 utkom avhandlingen The Gypsies in Sweden. A socio-medical study.

## Politisk gärning
Takman fick sin kommunistiska övertygelse efter att ha vistats i USA vid tiden för den stora depressionen 1929–1931. Han var ordförande i Svenska Clartéförbundet 1947–1951 och redaktör för tidskriften Clarté 1947–1956. Han representerade Sveriges kommunistiska parti, SKP (efter 1967 Vänsterpartiet kommunisterna, VPK), i Stockholms stadsfullmäktige från 1954 och senare som riksdagsledamot 1971–1976. Vid partisprängningen 1977 följde han den grupp runt tidningen Norrskensflamman som bildade Arbetarpartiet kommunisterna, APK, och som ofta beskrivits som vänligt inställd till Sovjetunionen.
År 1961 lät Stockholms socialdemokratiska borgarråd Helge Berglund tippa orenat rötslam i Östersjön. Tidningsrubriker berättade att han borstade tänderna i det av slam kontaminerade vattnet för att visa att det var ofarligt. Endast Takman och högerpartisten Thyra Bratt opponerade sig i stadsfullmäktige. De blev hånade men deras ansträngningar resulterade i att slamtippningen upphörde.
John Takman kvarstod i APK fram till partiets konkurs 1995, då han bröt med tidigare ordföranden Rolf Hagel och aktivt arbetade för ett återupprättande av ett parti med namnet Sveriges kommunistiska parti. Takmans grupp hade registrerat partinamnet, men konflikter rörande grundandet av ett kommunistiskt parti ledde till en brytning mellan dennes grupp och en grupp runt Sten Gunnarsson och Ingvar Lööw. For att komplicera det hela ytterligare antog gruppen runt Rolf Hagel samma partinamn. John Takmans grupp gick under namnet Kommunisternas centrala arbetsgrupp fram till hans död 1998. I gruppen ingick Evert Karlsson och Ina Linderot, dotter till Sven Linderot (mångårig partiledare för SKP fram till 1951).
John Takman var tidigt antifascist. I en kampanj mot att släppa in judiska läkare i behov av asyl från Nazityskland i Sverige fick de svenska nazisterna stöd av Medicinska föreningen i Stockholm, vars ordförande Gunnar Biörck vid ett anförande i februari 1939 hävdade att flyktingarna skulle ta arbeten från unga svenska läkare. Takman deltog i oppositionen mot denna kampanj. 
| ” | I den vidögda debatten i den överfyllda salen var jag den förste av de fem eller sex talarna för den antifascistiska oppositionen. Jag hade inget manus. Jag överröstades av busvisslingar och buanden och jag klubbades flera gånger av ordföranden Gunnar Björk för att jag, som han sa, inte höll mig till ämnet. Själv använde han snäva fackliga argument mot den så kallade judeimporten. Tio tyskjudiska läkare, som gavs asyl, skulle enligt denna argumentering öka arbetslösheten bland svenska läkare. Jag har inget säkert minne av mer än två av de övriga talarna från vår grupp: Gunnar Inghe och Gunnar Klackenberg. Med motiveringen att hon i egenskap av jude skulle "tala i egen sak" vägrades Ester Lamm ordet - efter omröstning. | „ |
| – Minnesanteckningar av John Takman från ett möte organiserat av Medicinska föreningen i februari 1939 hos Svenska Läkaresällskapet | |   |

## Författarskap
Tillsammans med sonen Jonte påbörjade John Takman 1994 en nyöversättning av Karl Marx Kapitalet, då han ansåg Richard Sandlers översättning från 1930-talet vara i behov av en modernisering, och Ivan och Ruth Bohmans från 1970-talet rent undermålig. Han arbetade dagligen på nyöversättningen. Efter Takmans död 1998 låg arbetet med manuskriptet nere, tills Jonte Takman och Jonas Enander från och med 2006 arbetade vidare med översättningen. Manuskriptet var klart 2013.
Takman företog 1958 en studieresa till Sydostasien och Kina, vilket resulterade i boken Vår vid Sydkinesiska sjön (1959), en av de första böckerna i Sverige som uppmärksammade frihetskampen i Vietnam. Han skrev även flera böcker i socialmedicin, däribland Ungdomens sexuella frågor (1943) och Sex i tonåren (1968), och tog tidigt ställning för fri abort.

### Fotnoter
1. 1 2 3 4  Sveriges dödbok 1860–2017, sjunde utgåvan, Sveriges Släktforskarförbund, november 2018, läst: 11 september 2021.[källa från Wikidata]
2. ↑  Riksdagens protokoll 1971:1, läs online, läst: 1 juli 2020.[källa från Wikidata]
3. ↑  Riksdagens protokoll 1974:1, läs online, läst: 1 juli 2020.[källa från Wikidata]
4. ↑   Sveriges dödbok 1901–2009 Swedish death index 1901–2009 (Version 5.0). Solna: Sveriges Släktforskarförbund. 2010. Libris 11931231
5. ↑  Det finns inte flera supiga och lata zigenare än svenskar", Göteborgs-Tidningen 1963-10-27 s.18.
6. ↑  Takman, John (1963). Zigenarundersökningen (Särtryck ur tidskr. "Arbetsmarknaden" 1963:8: Zigenarna offer för segregationspolitiken (Medicinska föreningens tidskrift: 41: 268-274, nr. 9). Zigenarundersökningen 1962 - 1963. Stockholmspopulation (en summarisk rapport). Stockholm. Libris 10106842
7. ↑  Arbetarhistoria, 2013:3-4, s. 51.
8. 1 2  ”John Takman död”. Aftonbladet. http://wwwc.aftonbladet.se/nyheter/9804/16/telegram/inrikes17.html. Läst 7 november 2018.
9. ↑  http://www.ne.se/lang/apk "Partiet betonade under det kalla krigets dagar sin samhörighet med Sovjetunionens kommunistparti"
10. ↑  ”skbl.se - Thyra Augusta Elisabeth Bratt”. Svenskt kvinnobiografiskt lexikon, artikel av Birgitta Wistrand.. http://skbl.se/sv/artikel/ThyraBratt. Läst 1 april 2023.
11. ↑  Invigningstal, Heléne Lööw Arkiverad 25 augusti 2010 hämtat från the Wayback Machine. Sverige & Förintelsen; Forum för levande historia
12. ↑  ”Kapitalet på svenska på nytt”. Arkiverad från originalet den 27 oktober 2019. https://web.archive.org/web/20191027142350/https://www.clarte.nu/clarte-pa-naetet/87-4-13-sex-teser-om-maenskligheten/8704-Kapitalet-pa-svenska-pa-nytt%20-87. Läst 27 oktober 2019.
13. ↑  Lindgren, Stefan (2 maj 1998). ”Dödsfall: John Takman till minne”. Dagens Nyheter. http://www.dn.se/arkiv/kultur/dodsfall-john-takman-till-minne. Läst 8 januari 2016.